# Michel d'Herbigny
Pour les autres membres de la famille, voir famille Bourguignon d'Herbigny.
Michel d'Herbigny (son nom complet étant Michel-Joseph Bourguignon d'Herbigny), né le 8 mai 1880 à Lille (France) et mort le 23 décembre 1957 à Aix-en-Provence, Bouches-du-Rhône (France), est un jésuite français, théologien orientaliste et évêque catholique clandestin en Russie soviétique. Durant une dizaine d'années (1922-1932), il fut le conseiller principal du Saint-Siège pour les affaires russes.

## Famille
La famille Bourguignon d'Herbigny est une des familles subsistantes d'ancienne bourgeoisie française et originaire des environs de  Laon, actuel département de l'Aisne. 
- Augustin Bourguignon d'Herbigny (1742-1825), libraire, président du directoire de l'Aisne et maire de Laon. Royaliste il dut émigrer et rejoindre son fils en Louisiane. Il épousa Louis Angélique Blondela (1746-1792), petite fille de Pierre Blondela, seigneur de Taisy. Dont :
  - Antoine Valéry Bourguignon d'Herbigny (1780-1862) épousa le 6 juillet 1809 à Habay en Belgique Antoinette d'Anethan (1772-1859)
    - François-Xavier Henri Bourguignon d'Herbigny (1811-1882), il épousa le 14 septembre 1842 Adèle de Wareingheim de Flory (1815-1899)
      - Pierre Bourguignon d'Herbigny (1846-1895) épousa Marie Lucie Émilie Cordonnier (1850-1930), d'une famille de Brasseurs. Dont :
        - Louis Bourguignon d'Herbigny (1877-1967), dont postérité.
        - Michel d'Herbigny, né le 8 mai 1880 à Lille (France) et mort le 23 décembre 1957 à Aix-en-Provence, Bouches-du-Rhône (France)[3], est un jésuite français, théologien orientaliste et évêque catholique clandestin en Russie Soviétique. Durant une dizaine d'années (1922-1932), il fut l'envoyé clandestin du pape Pie XI en URSS, chargé par ce dernier d'y rétablir une hiérarchie catholique qui avait été éliminée par la dictature bolchevique.
        - François-Xavier Bourguignon d'Herbigny (1886-1956), dont postérité.

## Formation et début de carrière
Issu d'une grande et prospère famille catholique, Michel d'Herbigny fait ses études au collège jésuite de Lille. Il entre dans la Compagnie de Jésus le 4 octobre 1897. Après y avoir suivi le curriculum traditionnel de formation, il est ordonné prêtre le 7 août 1910 à Enghien (Belgique). À la fin de ses études de théologie il défend une thèse sur Un Newman russe : Vladimir Soloviev (1853-1900), qui est fort remarquée et est immédiatement publiée (1911). D’Herbigny fait connaître au monde catholique ce grand philosophe russe, jusqu’alors inconnu en Occident. L'Académie française lui décerne un prix pour ce livre, qui détermine sa carrière au service des Églises orientales.

## Enseignement

### Professeur à Enghien
D’Herbigny commence sa carrière comme professeur au théologat des jésuites français à Enghien en Belgique. Son traité De Ecclesia publié en 1920 ouvre une perspective œcuménique fort neuve à l’époque. En 1921 paraît son traité La théologie du Révélé (introduction générale à la théologie qui est préfacée par le cardinal Mercier). Il reste à Enghien une dizaine d’années (1912-1921), ce qui ne l’empêche pas de se rendre en Europe de l’Est et surtout en Russie, durant l’été. Les impressions qu’il en ramène (pauvreté matérielle et incompétence du clergé) le poussent à tenter l’organisation d’un séminaire catholique russe à Enghien même. Quelques étudiants viennent de Russie (1912), mais la Première Guerre mondiale met fin au projet: les Russes sont expulsés de Belgique par les forces allemandes d’occupation. D'Herbigny écrit à cette époque un manuel à l'usage des confesseurs leur permettant d'administrer, par une « méthode optique », le sacrement de pénitence à des fidèles dont ils ne connaissent pas la langue, parmi les 16 langues prévues (le titre complet est en latin : Prudens sexdecim linguarum confessarius : Methodus optica pro confessione integra et matrimonio, sacerdote et poenitente mutuas linguas prorsus ignorantibus).

### Recteur à Rome
En 1922, Michel d’Herbigny est appelé à Rome pour y enseigner à l’Université pontificale grégorienne. Lorsque l’Institut pontifical oriental, fondé en 1917, est officiellement confié par Pie XI à la Compagnie de Jésus (14 septembre 1922), d’Herbigny en est nommé le recteur.
Il donne à cet institut, qui avait de la peine à démarrer, une impulsion considérable. Il lui donne une identité propre le détachant de la Grégorienne et du Biblique et en inaugurant l’importante revue d’études savantes, Orientalia Christiana. En décembre 1924 il est conseiller à la Congrégation pour les Églises orientales, bien qu’il ait été assez critique sur la manière dont les affaires russes y étaient traitées. Il est également un très actif membre de la commission Pro Russia de Pie XI.

## Évêque clandestin en Russie
D'Herbigny devient l'homme de confiance du pape Pie XI pour les questions orientales, en particulier tout ce qui concerne la Russie. Son influence est grande, au point qu’il parvient à convaincre le pape du bien-fondé de son plan pour sauver une Église catholique décapitée par la Révolution russe en y établissant une hiérarchie catholique (clandestine) et en formant les futurs prêtres russes en Occident. Il joue un rôle personnel dans le rétablissement de la hiérarchie ecclésiastique. Nommé évêque in partibus d'Illium (de) (nom latin de Troie), il reçoit en secret la consécration épiscopale le 29 mars 1926 à la nonciature à Berlin des mains du nonce apostolique, Eugenio Pacelli, futur pape Pie XII. Il se rend alors en URSS et y consacre clandestinement quatre évêques et administrateurs apostoliques, le premier, Pie Eugène Joseph Neveu, en l'église Saint-Louis-des-Français de Moscou. La mission finit en désastre : tous les nouveaux évêques sont arrêtés. Il semble bien que l’affaire ait été éventée et que d’Herbigny ait été suivi par des agents soviétiques durant son voyage. Pour un temps, d’Herbigny garde la confiance de Pie XI comme président de la commission pro Russia, qu’il parvient à rendre indépendante de la Congrégation orientale. 
Visiter la Russie n’étant plus possible, il se tourne vers les autres Églises orientales et visite les patriarcats du Proche-Orient (1927).

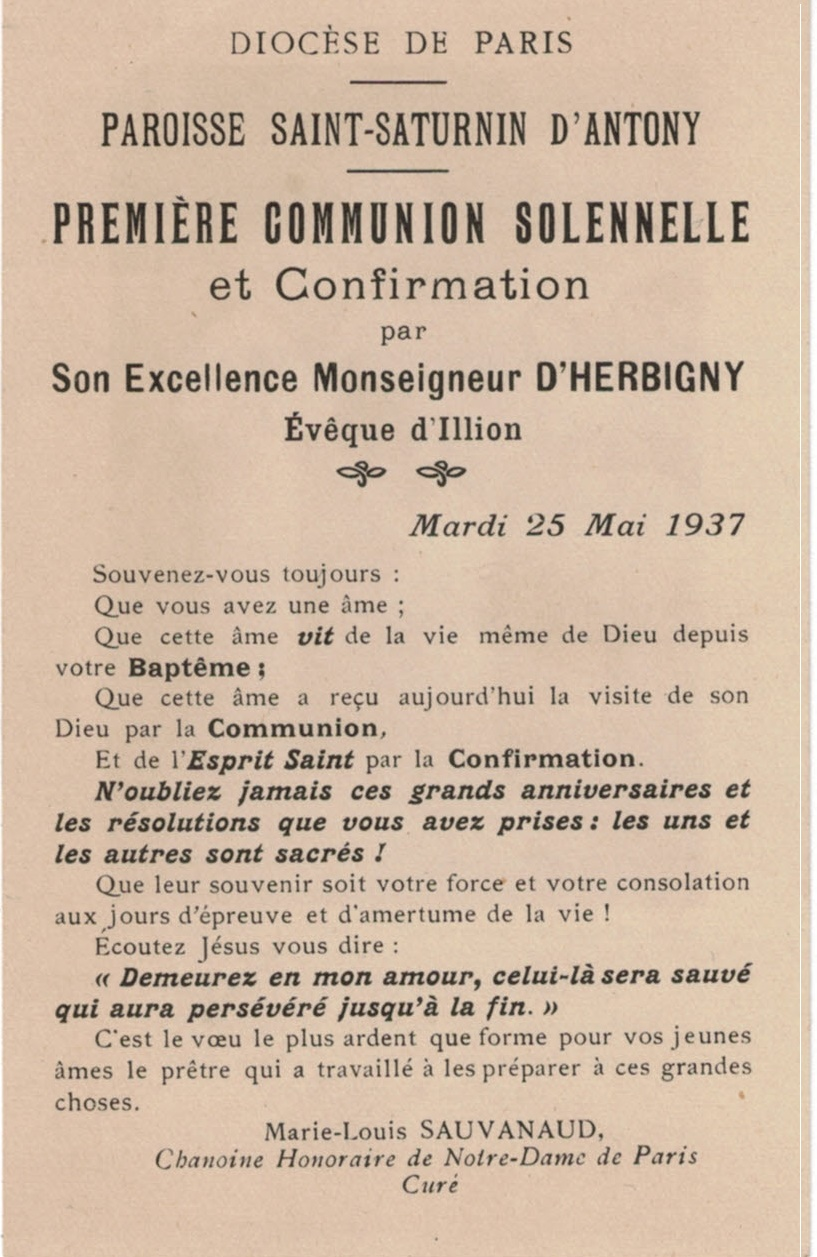
Le 25 mai 1937, Michel d'Herbigny administre la confirmation à l'église Saint-Saturnin d'Antony (revers d'une image de communion solennelle).

## Disgrâce et éloignement de Rome
Sur sa proposition, le Collegium Russicum est fondé le 15 août 1929 par le pape Pie XI, ému par le grand nombre de Russes fuyant le régime bolchévique en plus de la persécution des chrétiens en URSS. Le financement de sa construction est assuré par des dons venant des fidèles du monde entier à l'occasion de la canonisation de sainte Thérèse de l'Enfant-Jésus. 
C’est son rêve de 1911 réalisé à Rome même.
Toutefois, les temps ont changé. Michel d’Herbigny commet également des imprudences, et ses mésaventures en Russie commencent à être connues. Il démissionne en 1931 de l'Institut oriental et se rend en Belgique en 1933, officiellement pour des raisons de santé, mais il ne reviendra plus à Rome. En 1934, il quitte la commission Pro Russia probablement en conséquence de l'échec de la tentative de reconstitution d'une hiérarchie catholique en URSS.
Il est, en outre, très vraisemblablement victime de la défiance du Supérieur général des Jésuites, Vladimir Ledóchowski, voire de sa jalousie de l'accès direct dont il bénéficie auprès de Pie XI et de l'hostilité générale des évêques polonais à l'égard de son action en URSS. 
Jusqu’au début de 1937, Michel d’Herbigny continue à voyager de par le monde, administrant la confirmation, animant retraites ou triduums et donnant de nombreuses conférences au ton très anticommuniste, qui lui valent d'être souvent menacé dans sa personne même par des militants communistes ou des émissaires du pouvoir soviétique. Il rencontre une dernière fois, à Lisieux, Pie Neveu, qui a été chassé d'URSS, à l'occasion de la bénédiction solennelle de la basilique Sainte-Thérèse par le légat du pape, le cardinal Pacelli, le 11 juillet 1937 au terme du 11e Congrès eucharistique national.
Dès juillet 1937, il est réduit au silence, sous interdit strict de parler et communiquer sinon avec ses confrères jésuites et sa famille.
Renonçant, sur ordre, aux insignes de sa dignité épiscopale, il se retire ensuite à Mons, dans le Gers où il vivra encore une vingtaine d’années en simple religieux. Il meurt le 24 décembre 1957 à Aix-en-Provence, où il est inhumé.

## Succession apostolique
Michel d'Herbigny a ordonné les évêques suivants :
- Évêque Pie Eugène Neveu, A.A. (1926)
- Évêque Aleksandr Frizon (1926)
- Évêque Boļeslavs Sloskāns (1926)
- Évêque Antoni Malecki (1926)

## Œuvres principales
- Un Newman russe : Vladimir Soloviev, Paris, 1911.
- Prudens sexdecim linguarum confessarius, 1914.
- La théologie du Révélé, 1921.
- L'Anglicanisme et l'orthodoxie gréco-slave, Paris, 1922.
- La Tyrannie soviétique et le malheur russe, Paris, 1923.
- Pâques 1926 en Russie, Paris, 1926.

## Source
- Paul Lesourd, Entre Rome et Moscou, le Jésuite clandestin : Mgr Michel d’Herbigny, Paris, Editions P. Lethielleux, 1976, 240 p. (ISBN 2-249-60107-0). .

## Fiction
- (en) Le roman The Jesuit de John Gallahue (Stein and Day, 1973, 296 pages) est largement inspiré de la vie de Michel d'Herbigny.